# نبرد ثنی
جنگ ثنی (به عربی: موقعة الثنی) یا (موقعة المذار)، وثنی در زبان عربی به‌معنای (نهر) یعنی رودخانه است.
این جنگ در سال دوازه دهم هجری (۶۳۳) میان سپاه ایران و اعراب در حمله اعراب به ایران به فرماندهی سردار نامی مسلمانان خالد بن ولید رخ داده‌است. بعد از پیروزی خالد در موقعه ذات السلاسل «هرمز» فرمانده پارسیان از اردشیر درخواست کمک نمود. اردشیر سپاهی به فرماندهی «قارن بن قارن بن قریانس» به کمک هرمز فرستاد. جیش قارن به سوی «المذار» از مدائن خارج شد. همین که به موقعهٔ (ثنی) یا «المذار» رسید، سربازانی که از جنگ (ذات السلاسل) یا زنجیر فرار کرده بودند به وی پیوستند، وأردوگاه جنگ را بر پا کردند. جیش خالد نیز به «الثنی» (المذار) رسید وآمادهٔ جنگ شدند. جنگ آغاز شد و خالد «قارن» را بکشت و اعراب بر ایرانیان تاختند و فاتح شدند. تاریخ نویسان نوشته أند که در این جنگ ۳۰ هزار تن از سربازان ایرانی کشته شدند که بیشتر آنان در «الثنی» (یعنی النهر)، «آب رودخانه» غرق شدند. وکشاورزان آن ناحیه به دادن جزیه به مسلمانان تن در دادند.